# Тигърът от Ешнапур
„Тигърът от Ешнапур“ (на немски: Der Tiger von Eschnapur) е приключенски филм от 1959 година на режисьора Фриц Ланг, копродукция на ФРГ, Франция и Италия. Част от снимките на лентата са направени сред живописните пейзажи на дворците в град Удайпур, столица на историческата област Мевар в Раджпутана, Индия.

## Сюжет
Младият архитект Харолд Бергер (Паул Хюбшмид) пристига в Индия и се отправя към Ешнапур, за да срещне с махараджата Чандра (Валтер Рейер) и да приеме поръчка за изграждането на училища и болници. По пътя той среща танцьорката Сита (Дебра Пейджит), която също е тръгнала към двора, за да изпълни в индуистки храм танц в прослава на индийска богиня. Дочувайки, че из околностите броди тигър-човекоядец, те решават да пътуват заедно. По време на една от почивките им, тъгърът напада каретата на момичето. Харолд успява да го отблъсне, използвайки запалена факла. Пристигайки в Ешнапур, архитектът се среща с махараджата, интелигентен раджпут, който известно време се е образовал в Европа, и преминава към изпълнението на възложените му задачи. Но не всичко се оказва толкова просто. Зад привидния спокоен живот се крие недоволството на някои придворни, начело с Рамигани, брата на махараджата, и брамините, които се опълчват срещу модернизацията и европеизацията на Индия.
Сита, чийто баща е европеец, прави впечатление на Чандра, който е вдовец. Махараджата се влюбва страстно в танцьорката, смятайки да се ожени за нея. Тъй като между Сита и Харолд още преди това се зараждат чувства, между архитекта и Чандра възниква напрежение. По време на ритуалния танц на Сита, през подземията на двореца Харолд прониква в храмът на богинята, в чиято чест Сита танцува пред брамините и Чандра. По-късно, при едно негово тайно свиждане със Сита, Харолд е подмамен от слугите на махараджата и през залите на двореца е затворен при тигрите, където трябва да води борба на живот и смърт. На Харолд е даден ултиматум – да напусне завинаги Ешнапур. Успявайки да се вмъкне отново в двореца незабелязано през подземията, архитектът заедно с танцьорката бяга в пустинята Тар, в момент, в който в Ешнапур пристигат сестрата на Харолд и нейния съпруг, също известен архитект, работещ с Бергер, които са очудени от отсъствието на Харолд. Чандра им казва да не се притесняват за господин Бергер – той е отишъл на лов за... тигри. Също така махараджата вече е променил намеренията си и сега иска да му бъде построена гробница. Тайно от гостите, след бегълците е изпратена потеря, със задачата да донесе главата на Харолд и да върне невредима прекрасната Сита.

## В ролите
- Дебра Пейджит като Сита
- Паул Хюбшмид като Харолд Бергер
- Валтер Рейер като махараджа Чандра
- Клаус Холм като Валтер Роде, колегата на Харолд
- Сабине Бетман като Ирене Роде, сестрата на Харолд
- Лучиана Палуци като Бахарани, прислужницата на Сита
- Валери Инкижиноф като Яма
- Рене Делтген като принц Рамигани, брата на Чандра
- Йохен Брокман като Падху
- Рихард Лауфен като Брована

- Йохен Блуме като Асагара
- Хелмут Хилдебранд като прислужника на Рамигани
- Гуидо Челано като генерал Дах
- Виктор Франсен като каещия се грешник
- Панос Пападополус като куриера
- Анджела Порталури като селянката